# Agustín Salinas y Teruel
Agustín Salinas y Teruel (Zaragoza, 1861-Roma, 1915) fue un pintor español.

## Biografía

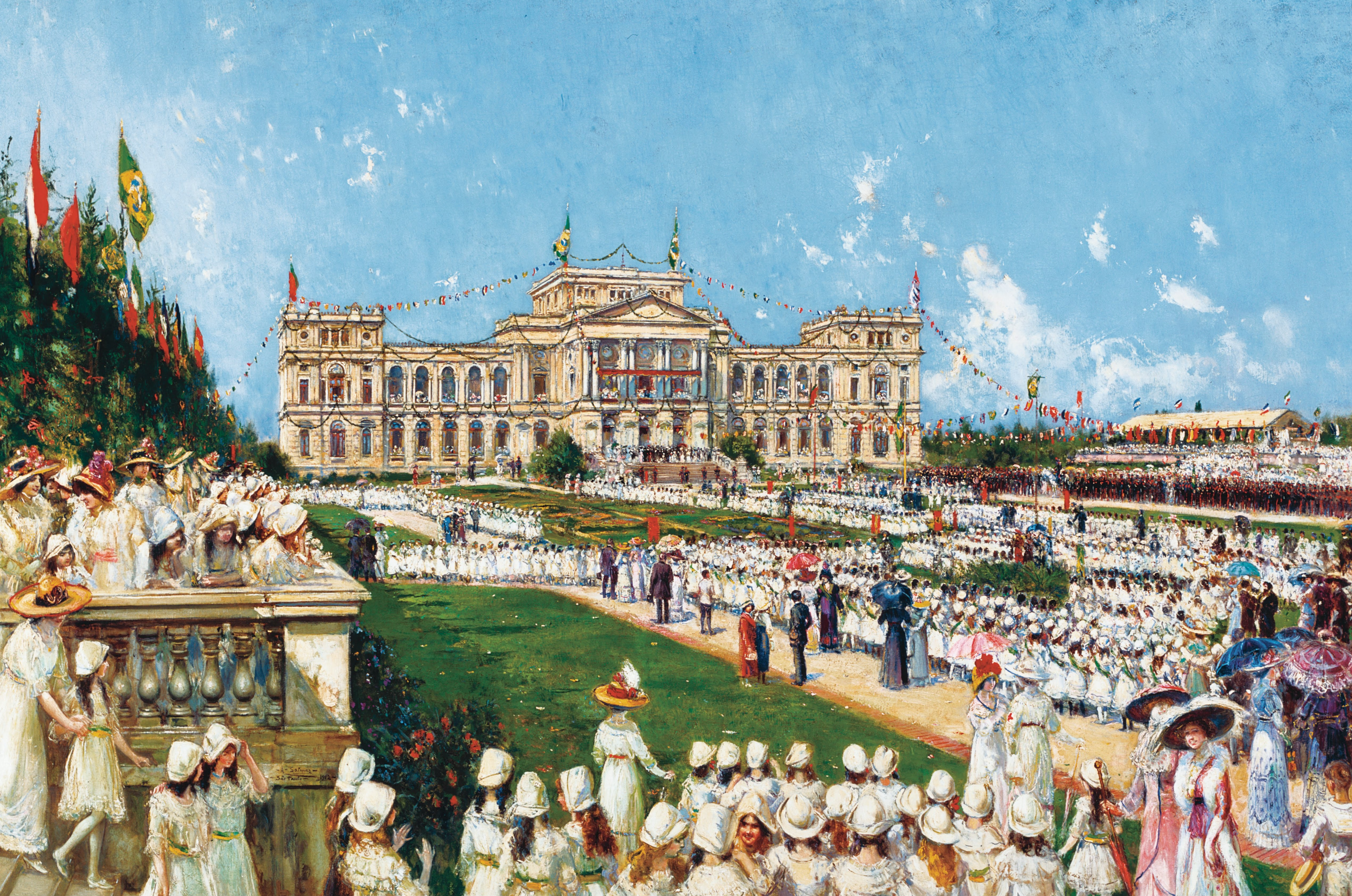
Festival escolar en Ipiranga (Pinacoteca do Estado de São Paulo)

Habría nacido en 1861. Pintor natural de Zaragoza, fue discípulo en Madrid de la Escuela superior de Pintura, Escultura y Grabado, donde en el curso de 1881-82 obtuvo uno de los premios de 500 pesetas. En la Exposición Nacional de 1881 presentó un Estudio del natural. En 1883 fue pensionado para Roma por la Diputación provincial de Zaragoza, siendo necesario que mediara una Real orden para su cambio de residencia por ser recluta disponible del ejército. Agustín Salinas, que tuvo un hermano también pintor llamado Juan Pablo, falleció en Italia en 1915, en la ciudad de Roma.